# Soroll, vibració i duresa
Soroll, vibració i duresa (NVH, del seu nom en anglès: Noise, vibration, and harshness), també conegut com a soroll i vibració (N&V, del seu nom en anglès), és l'estudi i modificació del soroll i vibració característics de vehicles, particularment cotxes i tractors. Mentre que el soroll i la vibració poden ser fàcilment mesurats, la duresa és una qualitat subjectiva, i és mesurada o bé amb avaluacions d'un "jurat", o amb eines analítiques que donen resultats basats en impressions subjectives humanes. Aquestes últimes eines pertanyen al camp conegut com a psicoacústica.
L'NVH d'interiors treballa amb el soroll i vibracions experimentats pels ocupants de la cabina, mentre que l'NVH d'exteriors té a veure sobretot amb el soroll emès pel vehicle.
L'NVH és sobretot enginyeria, però a vegades les mesures objectives fallen en correlacionar-se adequadament amb les impressions subjectives dels observadors humans. Això en part és degut al fet que el cos humà té les seves pròpies freqüències de resposta.
Fent una definició general podem dir que és un terme industrial que es refereix al soroll, les vibracions i la duresa (generalment usada per descriure la severitat i disconformitat associada a un soroll o vibració no desitjada, especialment en moments de curta durada). És la recerca de la font d'un soroll o vibració, i es refereix a tot un rang sencer de percepció vibracional, des d'escoltar fins a sentir. L'NVH també s'anomena anàlisi de qualitat del so, el que suposa indicadors com volums, nitidesa ...

## Instrumentació
Els instruments utilitzats per mesurar el NVH inclouen sensors com ara micròfons, acceleròmetres i mesuradors de força. Antigament es solien utilitzar gravadors de cinta magnètica o DATs. Ara el senyal físic passa a través d'un Convertidor analògic-digital i s'enregistra al disc dur o memòria digital. El paràmetre més important per fer una bona mesura és el rang dinàmic del convertidor, així com el sincronisme dels diferents canals de mesura. La integritat del senyal també és molt important, en general cada un dels instruments utilitzats són calibrats anualment, i qualsevol configuració està calibrada almenys un cop al dia.
La instrumentació moderna incorpora matemàtica i processament del senyal dins la cadena de mesura.